# Kopejsk
Kopejsk (anche traslitterata come Kopeysk) è una città della Russia centrale (oblast' di Čeljabinsk), situata nella regione degli Urali pochi chilometri a sudest del capoluogo dell'oblast', Čeljabinsk. Dal punto di vista amministrativo dipende direttamente dalla oblast'.
L'annessione di alcuni insediamenti periferici ha permesso alla popolazione della città di superare i 138 000 abitanti nell'anno 2005. Nel 2023 ne contava 146 000.